# La Fille qui rendait coup pour coup
La Fille qui rendait coup pour coup (titre original : Mannen Som Sökte Sin Skugga, littéralement « L'homme qui cherchait son ombre ») est un roman policier suédois de David Lagercrantz paru en 2017.

## Résumé
Lisbeth Salander purge une courte peine de prison à la suite des événements décrits dans Ce qui ne me tue pas. Benito, une prisonnière qui règne en maître parmi les détenues, a pour tête de turc une jeune femme musulmane, Faria Kazi. Lisbeth prend sa défense et amoche sérieusement Benito. Holger Palmgren, après s'être replongé dans les vieux dossiers de l’enfance de Lisbeth dont il a été le tuteur, soupçonne un lourd secret et lui en touche quelques mots lors d'une visite à la prison. Il est ensuite assassiné avant de pouvoir donner plus d'information à Mikael Blomkvist, journaliste d'investigation à la revue Millénium. Lisbeth sort rapidement de prison et s'attelle, en parallèle du journaliste, à trouver le meurtrier d'Holger Palmgren.

## Éditions françaises
Édition imprimée originale en grand format
- David Lagercrantz (trad. du suédois par Hege Roel-Rousson), La Fille qui rendait coup pour coup : roman [« Mannen Som Sökte Sin Skugga »], Arles, éd. Actes Sud, coll. « Actes noirs », 7 septembre 2017, 448 p., 24 cm (ISBN 978-2-330-08181-2)

Livre audio
- David Lagercrantz (trad. du suédois par Hege Roel-Rousson), La Fille qui rendait coup pour coup [« Mannen Som Sökte Sin Skugga »], Arles, éd. Actes Sud, coll. « Actes noirs », novembre 2017 (ISBN 978-2-330-08777-7).Texte intégral ; interprète : Pierre Tissot ; support : 1 disque compact audio MP3 ; durée : 13 h 31 min environ.